# یواس‌اس هاید (ای‌پی‌ای-۱۷۳)
یواس‌اس هاید (ای‌پی‌ای-۱۷۳) (به انگلیسی: USS Hyde (APA-173)) یک کشتی بود که طول آن ۴۵۵ فوت ۰ اینچ (۱۳۸٫۶۸ متر) بود. این کشتی در سال ۱۹۴۴ ساخته شد.